# Tomas Ulrich
Tomas Ulrich (* 1958 in Columbus, Ohio) ist ein US-amerikanischer Cellist und Komponist, der auch neue Improvisationsmusik spielt und in Jazzprojekten zu hören ist.

## Leben und Wirken
Tomas Ulrich erhielt zunächst eine klassische Ausbildung und studierte an der Boston University und der Manhattan School of Music. In den 1990er Jahren arbeitete er in Streicher-Projekten von Gary Smulyan, Joey Calderazzo und Kenny Drew Jr. mit, betätigte sich dann in der zweiten Hälfte der 1990er Jahre verstärkt im Umfeld der Avantgarde-Szene um das Label CIMP, wo er mit Musikern wie Mark Whitecage (Caged No More, 1996), Ivo Perelman, Lou Grassi (Neo Neo, 1999), Kevin Norton ('Knots', 1997'), Steve Swell (Flurries Warm and Colour, 1999) und Dominic Duvals Quartett mit Ron Lawrence (Viola), Gregor Hübner (Violine), mit denen die Alben The Navigator für Leo Records und The State of the Art für CIMP (1997) entstanden. Weiterhin war Tomas Ulrich auch am Album „Four Marys“ von Rebecca Pidgeon (Chesky JD165, 1998) als Cellist beteiligt.
Ulrich ist zudem Mitglied des Diller-Quaile String Quartet, mit der er sein Quintet for Trumpet and Strings im Mai 1996 aufführte, bei dem Herb Robertson als Gastsolist mitwirkte. Außerdem spielte Ulrich mit Musikern wie Rodrigo Amado (Surface (for Alto, Baritone and Strings), 2007), Anthony Davis, Joe Lovano, Gerry Hemingway, Derek Bailey, Anthony Braxton, Dom Minasi (Dissonance Makes the Heart Grow Fonder), Herb Robertson, Ben Allison, Uri Caine, Dave Douglas, Mark Feldman, Jason Hwang, Joëlle Léandre, Ursel Schlicht und Ken Filiano und ist Mitglied von Hans Tammens Third Eye Orchestra. Mit Tim Sund und Tom Christensen bildet er das Kailash Trio, das während der Dresdner Tage der zeitgenössischen Musik 2007 erstmals in Deutschland zu hören war.
Ulrich schrieb außerdem Musik für Theater, Film und Instrumentalgruppen und trat auch in Europa, Japan, Südamerika und Kanada auf.

## Werke
- Labyrinths
- String Quartet
- Surface: For Alto, Baritone and Strings
- Quintet for Trumpet and Strings